# Метричний тензор
Метричний тензор — тензор другого рангу на гладкому многовиді, що задає його локальні властивості, зокрема визначає скалярний добуток.
Простими словами, метричний тензор дозволяє вимірювати відстані та довжини на викривленому просторі.
Метричний тензор використовується в загальній теорії відносності як метрика простору-часу і є фундаментом для того, щоб описати простір-час навколо нас

## Вимірювання відстані в координатах
Величини, які стосуються геометрії — це відстані, довжини кривих, площі та об'єми (в тому числі {\displaystyle m}-вимірні об'єми) геометричних фігур, а також кути між векторами, прямими і т. д.
Розглянемо спочатку прямокутну декартову систему координат {\displaystyle \{x^{1},x^{2},\dots x^{n}\}} в {\displaystyle n}-вимірному просторі. Як відомо з аналітичної геометрії, квадрат відстані між двома точками {\displaystyle A} і {\displaystyle B} дається наступною формулою, яка є узагальненням теореми Піфагора:
{\displaystyle (1)\qquad {\big |}AB{\big |}^{2}=\sum _{i=1}^{n}(x_{B}^{i}-x_{A}^{i})^{2}=(x_{B}^{1}-x_{A}^{1})^{2}+(x_{B}^{2}-x_{A}^{2})^{2}+\dots +(x_{B}^{n}-x_{A}^{n})^{2}}
де індексами внизу позначено, до якої точки дана координата відноситься.
Ми не можемо безпосередньо поширити формулу (1) на вимірювання довжин кривих (оскільки довжина залежить не тільки від положення двох крайніх точок, але і від положення усіх проміжних точок), а також для вимірювання всередині кривих многовидів (оскільки в них навіть не існує декартової системи координат). Але в обох цих випадках аналогічну формулу ми можемо написати для двох нескінченно близьких точок. Позначимо їх — точка {\displaystyle P} з координатами {\displaystyle \{x^{1},x^{2},\dots x^{n}\}} і точка {\displaystyle P'} з координатами {\displaystyle \{x^{1}+dx^{1},x^{2}+dx^{2},\dots x^{n}+dx^{n}\}}. Відстань між цими точками позначимо {\displaystyle ds}, тоді формула (1) в нових позначеннях (диференціалах) перепишеться так:
{\displaystyle (2)\qquad ds^{2}=\sum _{i=1}^{n}\left(dx^{i}\right)^{2}}
Якщо від прямокутної декартової системи координат перейти в будь-яку іншу, в загальному випадку криволінійну, то вид формули (2) як суми квадратів не збережеться. Позначимо координати нової системи {\displaystyle \{u^{1},u^{2},\dots u^{n}\}}. Тоді диференціали старих і нових координат пов'язані формулами:
{\displaystyle (3)\qquad dx^{i}=\sum _{j=1}^{n}{\partial x^{i} \over \partial u^{j}}du^{j}\qquad du^{i}=\sum _{j=1}^{n}{\partial u^{i} \over \partial x^{j}}dx^{j}}
і для квадрат\а відстані (2) ми одержуємо квадратичну форму щодо диференціалів нових координат:
{\displaystyle (4)\qquad ds^{2}=\sum _{i=1}^{n}\sum _{j=1}^{n}\sum _{k=1}^{n}\left({\partial x^{i} \over \partial u^{j}}du^{j}\right)\left({\partial x^{i} \over \partial u^{k}}du^{k}\right)=\sum _{j,k=1}^{n}g_{jk}du^{j}du^{k}}
де коефіцієнти {\displaystyle g_{jk}} дорівнюють сумі:
{\displaystyle (5)\qquad g_{jk}=\sum _{i=1}^{n}{\partial x^{i} \over \partial u^{j}}{\partial x^{i} \over \partial u^{k}}}
В формулах (3), (4) всі суми беруться по індексах, що повторюються в межах від першого (1) до останнього індекса ({\displaystyle n}). Тому для спрощення виду формул доцільно в цих формулах не писати знак суми (правило Ейнштейна). З використанням правила Ейнштейна формула (4) запишеться так:
{\displaystyle (6)\qquad ds^{2}=g_{ij}du^{i}du^{j}}

## Вимірювання відстані на многовиді, вміщеному в евклідовий простір
Нехай маємо {\displaystyle N}-вимірний евклідовий простір з координатами {\displaystyle \{x^{1},x^{2},\dots x^{N}\}}. Радіус-вектор точки позначимо через {\displaystyle \mathbf {r} }:
{\displaystyle (7)\qquad \mathbf {r} =\{x^{1},x^{2},\dots x^{N}\}}
Розглянемо в цьому просторі {\displaystyle n}-вимірний многовид, заданий параметрично через {\displaystyle \{u^{1},u^{2},\dots u^{n}\}}. Точки многовида визначаються через деякі функції радіус-вектора від цих параметрів:
{\displaystyle (8)\qquad \mathbf {r} =\mathbf {r} (u^{1},u^{2},\dots u^{n})}
Тоді дві близькі точки многовида утворюють вектор зміщення:
{\displaystyle (9)\qquad d\mathbf {r} =\mathbf {r} _{i}du^{i}\qquad \left(\mathbf {r} _{i}={\partial \mathbf {r}  \over \partial u^{i}}\right)}
а квадрат відстані дорівнює скалярному квадрату вектора зміщення:
{\displaystyle (10)\qquad ds^{2}=(d\mathbf {r} \cdot d\mathbf {r} )=(\mathbf {r} _{i}\cdot \mathbf {r} _{j})du^{i}du^{j}=g_{ij}du^{i}du^{j}}
Тобто ми знову отримали формулу (6), але коефіцієнти даються іншими аніж (5) за виглядом, але аналогічними формулами:
{\displaystyle (11)\qquad g_{ij}=(\mathbf {r} _{i}\cdot \mathbf {r} _{j})}
Дійсно, розписавши скалярний добуток в (11) як суму попарних добутків компонент векторів {\displaystyle \mathbf {r} _{i}} і {\displaystyle \mathbf {r} _{j}}, ми одержимо (5), але кількість доданків буде взагалі кажучи більшою: {\displaystyle N\geq n}. Рівність досягається, коли многовид є евклідовим простором, який вміщено сам в себе.

## Перетворення при заміні координат
Нехай на многовиді задано ще одну (нову) систему координат {\displaystyle \{{\hat {u}}^{1},{\hat {u}}^{2},\dots {\hat {u}}^{n}\}}, координати якої ми позначимо шляпками, щоб відрізнити від старої системи координат. Ясно, що існує взаємно-однозначна відповідність між старою і новою системою координат через посередництво точок многовиду. А саме, набір якихось {\displaystyle n} чисел {\displaystyle \{u^{1},u^{2},\dots u^{n}\}} задає деяку точку {\displaystyle P} на многовиді, а ця точка {\displaystyle P} має координати {\displaystyle \{{\hat {u}}^{1},{\hat {u}}^{2},\dots {\hat {u}}^{n}\}} в новій системі координат. Цю відповідність ми можемо записати через набір функцій:
{\displaystyle (12)\qquad {\hat {u}}^{i}={\hat {u}}^{i}(u^{1},u^{2},\dots u^{n})}
які виражають нові координати через старі. Оскільки ця відповідність взаємно-однозначна, то і навпаки, нові координати можна виразити через старі:
{\displaystyle (13)\qquad u^{i}=u^{i}({\hat {u}}^{1},{\hat {u}}^{2},\dots u^{n})}
Ми вважатимемо ці функції диференційовними. Тоді диференціали цих координат (для двох нескінченно близьких точок) пов'язані формулами:
{\displaystyle (14)\qquad d{\hat {u}}^{i}={\partial {\hat {u}}^{i} \over \partial u^{j}}du^{j};\qquad du^{i}={\partial u^{i} \over \partial {\hat {u}}^{j}}d{\hat {u}}^{j}}
Підставляючи (14) в (6), знаходимо:
{\displaystyle (15)\qquad ds^{2}=g_{ij}{\partial u^{i} \over \partial {\hat {u}}^{k}}{\partial u^{j} \over \partial {\hat {u}}^{l}}d{\hat {u}}^{k}d{\hat {u}}^{l}}
і коефіцієнти {\displaystyle {\hat {g}}_{kl}} метрики в новій системі координат дорівнюють
{\displaystyle (16)\qquad {\hat {g}}_{kl}=g_{ij}{\partial u^{i} \over \partial {\hat {u}}^{k}}{\partial u^{j} \over \partial {\hat {u}}^{l}}}
З цієї формули ми бачимо, що коефіцієнти метрики утворюють двічі коваріантний тензор.

## Внутрішня геометрія
Маючи метричний тензор {\displaystyle g_{ij}}, ми можемо обчислювати всі геометричні характеристики фігур, що містяться всередині многовиду. Нехай наприклад задано криву лінію в параметричній формі {\displaystyle u^{i}=u^{i}(t)}. Тоді ми можемо обчислити довжину дуги цієї кривої (при зміні параметра {\displaystyle t} в межах відрізка {\displaystyle [a,b]}), сумуючи відстані всіх сусідніх точок і переходячи до інтегралу:
{\displaystyle (17)\qquad L=\int _{a}^{b}ds=\int _{a}^{b}{\sqrt {g_{ij}du^{i}du^{j}}}=\int _{a}^{b}{\sqrt {g_{ij}{\dot {u}}^{i}{\dot {u}}^{j}}}dt}
Далі, ми можемо обчислювати скалярні добутки дотичних до многовиду векторів. Нехай задано два дотичні вектори {\displaystyle \mathbf {a} } і {\displaystyle \mathbf {b} }. Розкладемо їх по базису системи координат:
{\displaystyle (18)\qquad \mathbf {a} =a^{i}\mathbf {r} _{i};\qquad \mathbf {b} =b^{i}\mathbf {r} _{i}}
тоді їхній скалярний добуток дорівнює:
{\displaystyle (19)\qquad (\mathbf {a} \cdot \mathbf {b} )=a^{i}b^{j}(\mathbf {r} _{i}\cdot \mathbf {r} _{j})=g_{ij}a^{i}b^{j}}
Маючи скалярний добуток, ми можемо обчислювати довжини векторів:
{\displaystyle (20)\qquad |\mathbf {a} |={\sqrt {g_{ij}a^{i}a^{j}}}}
і кути між двома векторами:
{\displaystyle (21)\qquad \cos \theta ={(\mathbf {a} \cdot \mathbf {b} ) \over |\mathbf {a} ||\mathbf {b} |}={g_{ij}a^{i}b^{j} \over {\sqrt {g_{kl}a^{k}a^{l}}}{\sqrt {g_{ps}b^{p}b^{s}}}}}
Цю ж формулу можна використовувати для обчислення кута між двома кривими в точці перетину. Для цього в (21) треба підставити дотичні вектори до цих кривих.
Далі, пошук найкоротшої кривої між двома точками многовиду приводить до рівняння геодезичної лінії, яке з очевидністю залежить лише від метричного тензора {\displaystyle g_{ij}} та його похідних по координатах. Геодезична лінія є аналогом прямої в евклідовому просторі. З відрізків геодезичних ми можемо конструювати трикутник та інші замкнені і незамкнені ламані. Уміючи шукати кути між кривими за формулою (21), ми можемо визначити кути геодезичного трикутника, та як вони залежать від довжин сторін (формула (17) для геодезичних).
Далі, ми можемо обчислити площу паралелограма, що побудований на векторах {\displaystyle \mathbf {a} } і {\displaystyle \mathbf {b} }:
{\displaystyle (22)\qquad S^{2}=(|\mathbf {a} ||\mathbf {b} |\sin \theta )^{2}=|\mathbf {a} |^{2}|\mathbf {b} |^{2}-(\mathbf {a} \cdot \mathbf {b} )^{2}=g_{ij}a^{i}a^{j}g_{kl}b^{k}b^{l}-g_{ik}a^{i}b^{k}g_{jl}a^{j}b^{l}=g_{il,jk}a^{i}b^{l}a^{j}b^{k}}
де введено позначення метричної матрьошки (див. також статтю Одиничний антисиметричний тензор):
{\displaystyle (23)\qquad g_{il,jk}={\begin{vmatrix}g_{ij}&g_{ik}\\g_{lj}&g_{lk}\end{vmatrix}}=g_{ij}g_{kl}-g_{ik}g_{jl}}
Маючи якусь гладку двовимірну поверхню {\displaystyle F} всередині многовида, ми можемо розбити її на маленькі паралелограми, і скориставшись формулою (22) знайти площу кожного з цих паралелограмів. Додаючи всі ці площі, і переходячи до інтегрування, ми очевидно можемо знайти площу всієї поверхні {\displaystyle F}.
Аналогічно ми можемо {\displaystyle m}-вимірний об'єм будь-якого {\displaystyle m}-вимірного підмноговиду ({\displaystyle m\leq n}), в тому числі об'єм самого многовиду:
{\displaystyle (24)\qquad V=\int {\sqrt {g}}du^{1}du^{2}\dots du^{n}}
де буквою {\displaystyle g} позначено визначник метриці метричного тензора:
{\displaystyle (25)\qquad g=\det(g_{ij})={\begin{vmatrix}g_{11}&g_{12}&\cdots &g_{1n}\\g_{21}&g_{22}&\cdots &g_{2n}\\\cdots &\cdots &\cdots &\cdots \\g_{n1}&g_{n2}&\cdots &g_{nn}\end{vmatrix}}}
Аналогічно до геодезичної лінії, ми можемо розглядати мінімальні многовиди вищих розмірностей. Наприклад, ми можемо «натягнути» мінімальну двовимірну поверхню на трикутник, складений з відрізків геодезичних — і таким чином обчислити площу цього трикутника.
Далі, вимірюючи відрізки геодезичних, ми можемо говорити про відстань між двома віддаленими точками многовида. Користуючись поняттям відстані, ми можемо розглядати такі геометричні об'єкти як куля і гіперсфера всередині многовида з центром в якійсь точці цього многовида.

## Абстрактні многовиди
Оскільки метричного тензора виявляється достатньо, щоб обчислювати різні властивості фігур всередині многовида, ми можемо абстрагуватися від зовнішнього евклідового простору (розмірності {\displaystyle N\geq n}) і обмежитися тільки вивченням метричного тензора {\displaystyle g_{ij}} і його похідних: символів Крістофеля та тензора внутрішньої кривини Рімана. Прикладом абстрактного розгляду многовиду є сферична та гіперболічна геометрія.

## Обернений метричний тензор
Окрім метричного тензора {\displaystyle g_{ij}} ми можемо розглянути ще один тензор другого рангу {\displaystyle \delta _{j}^{i}} з одним верхнім та одним нижнім індексами. В старій системі координат {\displaystyle \{u^{1},u^{2},\dots u^{n}\}} координати цього тензора утворюють одиничну матрицю:
{\displaystyle (26)\qquad \left(\delta _{j}^{i}\right)={\begin{bmatrix}1&0&\cdots &0\\0&1&\cdots &0\\\cdots &\cdots &\cdots &\cdots \\0&0&\cdots &1\end{bmatrix}};\qquad \delta _{j}^{i}={\begin{cases}1,&{\mbox{if  }}i=j\\0,&{\mbox{if  }}i\neq j\end{cases}}}
Обчислимо координати цього одиничного тензора в новій системі координат {\displaystyle \{{\hat {u}}^{1},{\hat {u}}^{2},\dots {\hat {u}}^{n}\}}. Маємо за тензорними правилами:
{\displaystyle (27)\qquad {\hat {\delta }}_{j}^{i}=\alpha _{k}^{i}\beta _{j}^{l}\delta _{l}^{k}=\alpha _{k}^{i}\beta _{j}^{k}=\delta _{j}^{i}}
оскільки матриці переходу між цими системами координат
{\displaystyle (28)\qquad \alpha _{j}^{i}={\partial {\hat {u}}^{i} \over \partial u^{j}};\qquad \beta _{j}^{i}={\partial u^{i} \over \partial {\hat {u}}^{j}}}
є взаємно оберненими матрицями. 

Формула (27) показує, що компоненти тензора {\displaystyle \delta _{j}^{i}} утворюють одиничну матрицю не лише в старій, а взагалі в будь-якій системі координат. Постає питання, які ще тензори ми можемо утворити, маючи метричний тензор {\displaystyle g_{ij}} і одиничний тензор {\displaystyle \delta _{j}^{i}}? Додавати ці тензори покомпонентно ми не можемо, оскільки вони по-різному змінюються при заміні координат. Звернемося до алгебри матриць. Маючи матрицю
{\displaystyle (28)\qquad G=\left(g_{ij}\right)={\begin{bmatrix}g_{11}&g_{12}&\cdots &g_{1n}\\g_{21}&g_{22}&\cdots &g_{2n}\\\cdots &\cdots &\cdots &\cdots \\g_{n1}&g_{n2}&\cdots &g_{nn}\end{bmatrix}}}
ми можемо підносити її до квадрату, кубу, брати обернену матрицю, і взагалі розглядати функцію від матриці, що задається збіжним степенним рядом зі скалярними коефіцієнтами:
{\displaystyle (29)\qquad f(G)=\sum _{i=-\infty }^{+\infty }a_{i}G^{i}}
Можна перевірити, що з усіх таких функцій лише пряма пропорційність та обернена пропорційність утворюють тензор — тобто правильно змінюються при заміні координат:
{\displaystyle (30)\qquad {\hat {g}}_{ij}=\beta _{i}^{k}\beta _{j}^{l}g_{kl}\qquad {\hat {G}}=B^{T}GB\qquad {\hat {G}}^{-1}=AG^{-1}A^{T}}
Ясно, що обернена матриця {\displaystyle G^{-1}} перетворюється за законами двічі контраваріантного тензора. Цей тензор прийнято позначати тією ж літерою {\displaystyle g^{ij}}, що і метричний тензор {\displaystyle g_{ij}}, але з двома верхніми індексами і називати оберненим метричним тензором. Із означення маємо:
{\displaystyle (31)\qquad \left(g^{ij}\right)=G^{-1}\qquad g^{ik}g_{kj}=\delta _{j}^{i}}

## Жонглювання індексами
Метричний тензор разом зі своїм оберненим дозволяє встановити еквівалентність між коваріантними та контраваріантними тензорами. Це здійснюється за допомогою формули опускання індексів через згортку з метричним тензором, наприкдад:
{\displaystyle (32)\qquad T_{i\;k}^{\;j}=g_{ks}T_{i}^{\;js}}
і піднімання індексів через згортку з оберненим метричним тензором, наприклад:
{\displaystyle (33)\qquad T^{ijk}=g^{is}T_{s}^{\;jk}}
Оскільки тензори {\displaystyle g_{ij}} та {\displaystyle g^{ij}} взаємно обернені (формула 31), то після послідовного застосування двох операцій: підняти індекс а тоді опустити, або навпаки, опустити індекс а тоді підняти — ми повернемося до оригінального тензора, що був на початку, наприклад:
{\displaystyle (34)\qquad a^{i}=g^{ij}a_{j}=\left(g^{ij}g_{jk}\right)a^{k}=\delta _{k}^{i}a^{k}=a^{i}}
Піднімання та опускання індексів за допомогою метричного тензора називається жонглюванням індексами.
В результаті піднімання одного індекса в самому метричному тензорі {\displaystyle g_{ij}} ми одержимо одиничний тензор{\displaystyle \delta _{j}^{i}}:
{\displaystyle (35)\qquad g_{j}^{i}=g^{ik}g_{kj}=\delta _{j}^{i}}
Піднявши ще один індекс метричного тензора, ми прийдемо до оберненого метричного тензора:
{\displaystyle (36)\qquad g^{ik}g_{k}^{j}=g^{ik}\delta _{k}^{j}=g^{ij}}
Із формул (35) і (36) ми бачимо, що з точністю до жонглювання індексів тензори {\displaystyle g_{ij}}, {\displaystyle \delta _{j}^{i}} і {\displaystyle g^{ij}} представляють один і той же тензор. Отже ми вчинили розумно, позначивши обернений метричний тензор {\displaystyle g^{ij}} тією ж буквою {\displaystyle g}, що і метричний тензор {\displaystyle g_{ij}}. Порівняємо формули піднімання двох індексів для довільного тензора {\displaystyle a_{ij}} і для метричного тензора {\displaystyle g_{ij}}:
{\displaystyle (37)\qquad a^{ij}=g^{ik}g^{jl}a_{kl};\qquad g^{ij}=g^{ik}g^{jl}g_{kl}}

## Коваріантне диференціювання
Коварінтна похідна {\displaystyle \nabla _{p}} тензора {\displaystyle T_{kl\dots }^{ij\dots }} дається формулою:
{\displaystyle (38)\qquad \nabla _{p}T_{kl\dots }^{ij\dots }=\partial _{p}T_{kl\dots }^{ij\dots }+\Gamma _{ps}^{i}T_{kl\dots }^{sj\dots }+\Gamma _{ps}^{j}T_{kl\dots }^{is\dots }+\dots -\Gamma _{pk}^{s}T_{sl\dots }^{ij\dots }-\Gamma _{pl}^{s}T_{ks\dots }^{ij\dots }-\dots }
Обчислимо спочатку коваріантну похідну одиничного тензора:
{\displaystyle (39)\qquad \nabla _{k}\delta _{j}^{i}=\partial _{k}\delta _{j}^{i}+\Gamma _{ks}^{i}\delta _{j}^{s}-\Gamma _{kj}^{s}\delta _{s}^{i}=0+\Gamma _{kj}^{i}-\Gamma _{kj}^{i}=0}
Як бачимо, що ця похідна дорівнює нулю завжди, не тільки для символів Крістофеля, але і для загальнішого випадку коефіцієнтів афінної зв'язності.
Перейдемо тепер до метричного тензора. В охоплюючому евклідовому просторі друга похідна {\displaystyle \mathbf {r} _{ij}} радіус-вектора {\displaystyle \mathbf {r} } розгладається на дотичну до многовида складову, і на ортогональну {\displaystyle \mathbf {b} _{ij}}:
{\displaystyle (40)\qquad \mathbf {r} _{ij}=\Gamma _{ij}^{s}\mathbf {r} _{s}+\mathbf {b} _{ij}}
домножуючи обидві частини цього рівняння скалярно на вектор {\displaystyle \mathbf {r} _{k}}, одержуємо:
{\displaystyle (41)\qquad (\mathbf {r} _{ij}\cdot \mathbf {r} _{k})=\Gamma _{ij}^{s}(\mathbf {r} _{s}\cdot \mathbf {r} _{k})=\Gamma _{ij}^{s}g_{sk}=\Gamma _{ij,k}}
Звідси маємо для частинних похідних метричного тензора формулу:
{\displaystyle (42)\qquad \partial _{k}g_{ij}=(\mathbf {r} _{ki}\cdot \mathbf {r} _{j})+(\mathbf {r} _{i}\cdot \mathbf {r} _{kj}=\Gamma _{ki,j}+\Gamma _{kj,i}}
Користуючись рівнянням (42), знаходимо коваріантну похідну метричного тензора:
{\displaystyle (43)\qquad \nabla _{k}g_{ij}=\partial _{k}g_{ij}-\Gamma _{ki}^{s}g_{sk}-\Gamma _{kj}^{s}g_{is}=\partial _{k}g_{ij}-\Gamma _{ki,j}-\Gamma _{kj,i}=0}
Отже коваріантні похідні метричного тензора {\displaystyle g_{ij}} і одиничного {\displaystyle \delta _{j}^{i}} дорівнюють нулю. Це також означає, що ці тензори перестановочні зі значком коваріантної похідної {\displaystyle \nabla }:
{\displaystyle (44)\qquad \nabla _{k}\left(g_{ij}v^{j}\right)=g_{ij}\nabla _{k}v^{j};\qquad \nabla _{k}\left(\delta _{j}^{i}v^{j}\right)=\delta _{j}^{i}\nabla _{k}v^{j}}
Перевіримо для повноти картини, що коваріантна похідна оберненого метричного тензора {\displaystyle g^{ij}} також дорівнює нулю:
{\displaystyle (45)\qquad \nabla _{k}g^{ij}=\nabla _{k}\left(\delta _{s}^{i}g^{sj}\right)=\delta _{s}^{i}\nabla _{k}g^{sj}=g^{ip}g_{ps}\nabla _{k}g^{sj}=g^{ip}\nabla _{k}\left(g_{ps}g^{sj}\right)=g^{ip}\nabla _{k}\delta _{p}^{j}=0}

## Метричний тензор як образ многовида, та аналогія із задачами машинного зору
Метричний тензор {\displaystyle g_{ij}} можна розглядати як набір {\displaystyle N={n(n+1) \over 2}} функцій від координат {\displaystyle \{u^{1},u^{2},\dots u^{n}\}}. Оскільки ми можемо брати різні системи координат для одного й того ж многовида, то ми матимемо і різний набір функцій. Це еквівалентно тому, як ми можемо сфотографувати один і той самий предмет під різними ракурсами. В загальному випадку задача розпізнати на двох фотографіях один і той же об'єкт виявляється дуже складною для комп'ютера, універсальний алгоритм розпізнавання ще невідомий. Те ж із метричним тензором — маючи два набори {\displaystyle N={n(n+1) \over 2}} функцій, ми не можемо відразу сказати, чи представляють вони один і той же многовид у різних системах координат.
Але у двох випадках цей аналіз виявляється нескладним.

### Простір постійної кривини
Перший простий випадок — це простір постійної кривини, в якому тензор Рімана пропорційний метричній матрьошці четвертого рангу з постійним коефіцієнтом пропорційності {\displaystyle K}:
{\displaystyle (46)\qquad R_{ijkl}=Kg_{ij,kl}=K\left(g_{ik}g_{jl}-g_{il}g_{jk}\right)}
Ми можемо перевірити для двох наборів функцій {\displaystyle g_{ij}(u^{1},u^{2},\dots u^{n})}, і {\displaystyle {\hat {g}}_{ij}(u^{1},u^{2},\dots u^{n})} чи задовольняють вони рівняння (46) з одним і тим же коефіцієнтом {\displaystyle K}. Продовжуючи аналогію з фотографіями, це еквівалентно, що ми маємо дві рівномірно засвічені фотографії, всі пікселі бітмапи дорівнюють одному і тому ж числу.

### Мала деформація системи координат
Другий простий випадок — коли система координат зміщується на малий вектор {\displaystyle v^{i}}:
{\displaystyle (47)\qquad {\hat {u}}^{i}=u^{i}+v^{i}}
Малість зміщення означає, що ми можемо розкласти функції метричного тензора в ряд Тейлора і обмежитися лінійним членом:
{\displaystyle (48)\qquad {\hat {g}}_{ij}({\hat {u}})={\hat {g}}_{ij}(u)+v^{k}\partial _{k}{\hat {g}}_{ij}}
Знайдемо варіацію компонент метричного тензора (різниця функцій при одних і тих же аргументах):
{\displaystyle (49)\qquad \delta g_{ij}={\hat {g}}_{ij}(u)-g_{ij}(u)}
Підставимо (49) в (48):
{\displaystyle (50)\qquad {\hat {g}}_{ij}({\hat {u}})=g_{ij}+\delta g_{ij}+v^{k}\partial _{k}g_{ij}}
Далі, запишемо формулу заміни координат:
{\displaystyle (51)\qquad g_{ij}={\partial {\hat {u}}^{k} \over \partial u^{i}}{\partial {\hat {u}}^{l} \over \partial u^{j}}{\hat {g}}_{kl}}
Матриці переходу для функцій (47) легко обчислюються:
{\displaystyle (52)\qquad {\partial {\hat {u}}^{k} \over \partial u^{i}}=\delta _{i}^{k}+\partial _{i}v^{k}}
Підставимо (52) і (50) в (51):
{\displaystyle (53)\qquad g_{ij}=\left(\delta _{i}^{k}+\partial _{i}v^{k}\right)\left(\delta _{j}^{l}+\partial _{j}v^{l}\right)\left(g_{kl}+\delta g_{kl}+v^{s}\partial _{s}{\hat {g}}_{kl}\right)}
Розкриємо дужки, зберігаючи лише постійні та лінійні по {\displaystyle v^{i}} доданки. Після скорочень одержуємо:
{\displaystyle (54)\qquad 0=\delta g_{ij}+\left(\partial _{i}v^{k}\right)g_{kj}+\left(\partial _{j}v^{l}\right)g_{il}+\left(\partial _{s}g_{ij}\right)v^{s}=0}
звідки
{\displaystyle (55)\qquad \delta g_{ij}=-\left(\nabla _{i}v_{j}+\nabla _{j}v_{i}\right)}
Ця формула застосовується для виводу лінеаризованого рівняння Ейнштейна в теорії гравітації. Аналогом цього випадку в машинній обробці зображень є алгоритм лінійного стеження за рухомими об'єктами по двох суміжних кадрах відеокамери. Дана аналогія лише концептуальна, формули виходять різні.

## Узагальнення
Метричний тензор допускає узагальнення, яке не обмежується дійсними додатньо-визначеними матрицями — псевдометрику.

У псевдометриці більшість формул внутрішньої геометрії залишаються незмінними — можна розглядати поняття геодезичної лінії, коваріатного диференціювання, тензора Рімана. Але невизначеність знаків вносить корективи в інтерпретацію цих понять. Зокрема, геодезична лінія не завжди є найкоротшим шляхом, поняття відстані стає складнішим, ніж у евклідовому випадку (це може бути корінь з від'ємного числа).
До вивчення псевдометрики спонукають властивості фізичного простору, в якому ми живемо.